# A nomádok földje
A nomádok földje (eredeti címén: Nomadland) 2020-ban bemutatott amerikai filmdráma Chloé Zhao rendezésében. A forgatókönyvet Jessica Bruder Nomadland (2017) című műve alapján Zhao írta. A film a 2020-es Velencei Nemzetközi Filmfesztiválon elnyerte az Arany Oroszlán díjat, majd 2021-ben a legjobb drámának járó Golden Globe-díjat és a legjobb filmnek, a legjobb rendezőnek és a legjobb női főszereplőnek járó Oscar-díjat. A Filmkritikusok Nemzetközi Szövetsége 2021-ben e filmnek ítélte a FIPRESCI Nagydíjat.

## Cselekménye
A 2008-as gazdasági világválság következményeként 2011-ben a Nevada állambeli Empire városában működött bányaüzem, a United States Gypsum Corporation bezárt. A cég által ellátott nevadai kisváros lakói munka és szolgáltatás nélkül maradtak, kénytelenek voltak elköltözni, a település pedig kihalt lett, még irányítószáma is megszűnt. Fern, a hatvanas éveiben járó nő, egy ideig marad még; nem sokkal korábban elvesztett férje emléke ott tartja, de végül útnak indul és modern nomádként él egy pickup teherautóban. Alkalmi munkákat vállal, csatlakozik egy nomád közösséghez, s bár időnként visszatér Empire-ba, hogy egy raktárban őrzött holmijai közül magához vegyen valamit, egyre jobban megszereti az eleinte szükségből vállalt nomádság adta életmódot, s mindinkább kötődni kezd az őt befogadó közösséghez. Olyannyira, hogy amikor alkalma adódik új társra lelni és általa stabil lakhatáshoz jutni, ő a „szabadságot” választja, mert – mint azt egy volt tanítványának mondja – ő nem hajléktalan, csak éppen háza nincs.

## Főszereplők
| Karakter | Színész           | Magyar hang      |
| -------- | ----------------- | ---------------- |
| Fern     | Frances McDormand | Kiss Mari        |
| Dave     | David Strathairn  | Jakab Csaba      |
| Bob      | Bob Wells         | Berzsenyi Zoltán |
| Linda    | Linda May         | Szabó Éva        |
| Swankie  | Charlene Swankie  | Tímár Éva        |
| James    | Tay Strathairn    | Welker Gábor     |
| George   | Warren Keith      | Tarján Péter     |
| Patty    | Patricia Grier    | Málnai Zsuzsa    |

## A film készítése
Jessica Bruder újságíró három évig kutatta a modern kori amerikai nomádizmust úgy, hogy együtt utazott a szegénység és az azzal járó kiszolgáltatottság által összetartott, többségben fehérbőrű vándormunkásokkal. A könyv terve felkeltette a filmesek érdeklődését, ám ő nem vállalta, hogy dokumentumfilmet forgassanak. A 2017-ben elkészült könyv megfilmesítési jogait még abban az évben megvásárolta  Frances McDormand és Peter Spears.
Miután McDormand látta Chloé Zhao A rodeós című filmjét a 2017-es torontói nemzetközi filmfesztiválon, úgy döntött, hogy megkeresi őt a filmtervvel. 2018 márciusában találkoztak Zhaóval a 33. Independent Spirit Awards-on, aki beleegyezett abba, hogy megírja a forgatókönyvet és leforgatja a filmet.
A nomádok földjének forgatása négy hónapon át folyt 2018 őszén. Zhao párhuzamosan dolgozott e film forgatásán és az Örökkévalók című filmjének előkészítésén. McDormand, Zhao és a stáb tagjai a gyártás során kisteherautókból éltek. A két főszereplő színész mellett igazi nomádok is fontos szerephez jutottak, így Linda May, Swankie és Bob Wells.
A film egy részét a film helyszíneként szolgáló szellemvárosban, Empire-ben forgatták.

## Bemutatók
A Fox Searchlight Pictures 2019 februárjában szerezte meg a film nemzetközi forgalmazási jogait. A film világpremierje a Velencei Nemzetközi Filmfesztiválon volt, 2020. szeptember 11-én és ugyanazon a napon mutatták be a torontói nemzetközi filmfesztiválon (TIFF) is. Velencében a film számos díjat nyert, köztük a fesztivál legnagyobb elismerését, az Arany Oroszlán díjat. Torontóban ugyancsak legfőbb elismerést, a közönségdíjat (People's Choice Award) seperte be. Ez az első film, amely egyszerre nyert fődíjat Velencében és Torontóban.
Ezt követően a filmet számos nemzetközi filmfesztiválon is bemutatták, többek között: Chicago, Gent, Hamburg, The Hamptons, Helsinki, London, Lumière fesztivál Lyonban, Middleburg, Mill Valley, Montclair, New York, Reykjavik, San Diego, San Sebastian , Telluride, Zürich, Tajpej és Szentpétervár.
A Searchlight a New York-i Film at Lincoln Center mozival együttműködve exkluzív virtuális vetítéseket szervezett a film számára, 2020. december 4-től, mindössze egy héten át. Ez számít a film első premierjének, holott a Covid19 járvány miatt valójában 2021. február 19-én kerülhetett vetítőtermekbe. 2021. január 29-én jelentették be az IMAX színházi bemutatóját, február 19-én pedig az Egyesült Államok színházi és átvezető kiadását, és ugyanazon a napon a VOD-t.
Magyarországon a Fórum Hungary kezdte meg a forgalmazását 2021. május 20-án.

## Fontosabb díjak és jelölések
Oscar-díj (2021)
- díj: legjobb film
- díj: Chloé Zhao (legjobb rendező)
- díj: Frances McDormand (legjobb női főszereplő)
- jelölés: Chloé Zhao (legjobb adaptált forgatókönyv)
- jelölés: Chloé Zhao (legjobb vágás)
- jelölés: Joshua James Richards (legjobb operatőr)

Golden Globe-díj (2021)
- díj: legjobb filmdráma
- díj: Chloé Zhao (legjobb rendező)
- jelölés: Frances McDormand (legjobb női főszereplő)
- jelölés: Chloé Zhao (legjobb forgatókönyv)

BAFTA-díj (2021)
- díj: legjobb film
- díj: Chloé Zhao (legjobb rendező)
- díj: Frances McDormand (legjobb női főszereplő)
- díj: (legjobb operatőr)
- jelölés: Chloé Zhao (legjobb adaptált forgatókönyv)
- jelölés: Chloé Zhao (legjobb vágás)
- jelölés: Joshua Sergio Diaz, Zach Seivers, M. Wolf Snyder (legjobb hang)

FIPRESCI Nagydíj (2021)
Egyéb
- 2020 díj: Velencei Nemzetközi Filmfesztivál (Chloé Zhao – Arany Oroszlán díj, Fair Play Cinema díj, SIGNIS-díj)
- 2020 díj: Torontói Nemzetközi Filmfesztivál (Chloé Zhao – közönségdíj {People's Choice Award})
- 2020 díj: Camerimage (Joshua James Richards – Arany Béka-díj)
- 2020 díj: Chicagói Nemzetközi Filmfesztivál (Chloé Zhao – közönségdíj {Audience Choice Award})
- 2020 díj: Denveri Nemzetközi Filmfesztivál (Chloé Zhao – Ritka Gyöngy-díj)
- 2020 díj: San Franciscói Filmdíj (Chloé Zhao – Irving M. Levin-díj filmrendezésért)
- 2020 díj: San Diegó-i Nemzetközi Filmfesztivál (Chloé Zhao – közönségdíj)
- 2021 díj: Brit Független Filmdíj (legjobb nemzetközi független film)
- 2021 díj: Denveri Filmkritikusok Szövetségének díja (Chloé Zhao – legjobb rendező)
- 2021 díj: Hollywoodi Filmkritikusok Szövetségének díja (Chloé Zhao – legjobb rendező; Joshua James Richards – legjobb operatőr; Frances McDormand – legjobb színésznő)
- 2021 díj: IndieWire kritikusainak szavazása (legjobb film; Chloé Zhao – legjobb filmrendező; Joshua James Richards – legjobb operatőr)
- 2021 díj: Londoni Filmkritikusok Körének díja (az év filmje; Chloé Zhao – az év forgatókönyvírója; Frances McDormand – az év színésznője)
- 2021 díj: Los Angeles-i Filmkritikusok Szövetségének díja (Chloé Zhao – legjobb rendező)
- 2021 díj: Nemzetközi Online Filmdíj (INOCA) (legjobb film; Chloé Zhao – legjobb filmrendező; Joshua James Richards – legjobb operatőr)
- 2021 díj: Női Filmkritikusok Körének díja (Chloé Zhao – legjobb nő által készített film)
- 2021 díj: Palm Springs-i Nemzetközi Filmfesztivál (Chloé Zhao – az év filmrendezője díj)
- 2021 díj: San Francisco-öböl Környéki Filmkritikusok Körének díja (Chloé Zhao – legjobb film, legjobb rendezés, legjobb filmvágás; Frances McDormand – legjobb színésznő)